# Vittangi församling
Vittangi församling är en församling i Norra Norrbottens kontrakt i Luleå stift. Församlingen ligger i Kiruna kommun i Norrbottens län och ingår i Kiruna pastorat.

## Administrativ historik
Vittangi församling bildades som en kapellförsamling den 1 januari 1913 (enligt beslut den 8 november 1912) genom en utbrytning ur Jukkasjärvi församling av församlingens östra delar. Vittangi församling bestod enligt beslutet av byarna Kuoksu, Lainio, Masugnsby, Merasjärvi, Parakkavaara, Piilijärvi, Soppero (Lannavaara), Svappavaara, Sappisadsi (Taitsavaara), Vittangi och Vuopio. Dessutom skulle lägenheter som i framtiden kunde uppstå nedanför odlingsgränsen ingå i Vittangi församling, likaså skulle samtliga av samerna i Jukkasjärvi församling ingå i kapellförsamlingen. Vittangi kapellförsamling skulle ha gemensam kyrklig ekonomi och gemensamt skolväsen med moderförsamlingen. Den nya församlingen hade 2 617 invånare (31 december 1912) när den bildades.
Enligt beslut den 11 oktober 1918 skulle samerna som hörde till Taima, Rautusvuoma och Kaalasvuoma byalag från och med 1 maj 1919 kyrkoskrivas i Jukkasjärvi kyrkby och deras kyrkobokföring skulle tas om hand av komministern i Jukkasjärvi istället för komministern i Vittangi. Den 1 maj 1919 överfördes därmed 475 invånare från Vittangi församling till Jukkasjärvi församling.
Enligt beslut den 21 april 1922 blev gränsen mellan Jukkasjärvi och Vittangi församlingar exakt uppdragen.
Enligt resolutionen den 11 juli 1918 var komministern i Vittangi ansvarig för kyrkobokföringen i kapellförsamlingen. Mellan 1930 och 1940 upphöjdes Vittangi från en kapellförsamling och ingick i en kyrklig samfällighet med moderförsamlingen Jukkasjärvi.
Den 1 januari 1995 överfördes ett område med 9 personer till Vittangi församling från Karesuando församling.

### Pastorat
- 1 januari 1913 till 1 januari 1949: Annexförsamling i pastoratet Jukkasjärvi och Vittangi.
- (Enligt beslut den 6 augusti 1948) 1 januari 1949 till 2014: Eget pastorat.[9][10]
- Från 2014: Församlingen ingår i Kiruna pastorat.[11]

## Areal
Vittangi församling omfattade den 1 januari 1976 en areal av 6 280,0 kvadratkilometer, varav 6 030,4 kvadratkilometer land.

## Befolkningsutveckling
| Befolkningsutvecklingen i Vittangi församling 1915–2015 | Befolkningsutvecklingen i Vittangi församling 1915–2015 | Befolkningsutvecklingen i Vittangi församling 1915–2015 | Befolkningsutvecklingen i Vittangi församling 1915–2015 | Befolkningsutvecklingen i Vittangi församling 1915–2015 |
| --- | ------------------------------------------------------- | ------------------------------------------------------- | ------------------------------------------------------- | ------------------------------------------------------- |
| |                                                         |                                                         |                                                         |                                                         |
| År |                                                         |                                                         | Folkmängd                                               |                                                         |
| 1915 | 1915                                                    |                                                         | 2 732                                                   |                                                         |
| 1920 | 1920                                                    |                                                         | 2 435                                                   |                                                         |
| 1925 | 1925                                                    |                                                         | 2 763                                                   |                                                         |
| 1930 | 1930                                                    |                                                         | 2 942                                                   |                                                         |
| 1935 | 1935                                                    |                                                         | 3 485                                                   |                                                         |
| 1940 | 1940                                                    |                                                         | 3 813                                                   |                                                         |
| 1945 | 1945                                                    |                                                         | 3 956                                                   |                                                         |
| 1950 | 1950                                                    |                                                         | 3 798                                                   |                                                         |
| 1955 | 1955                                                    |                                                         | 3 803                                                   |                                                         |
| 1960 | 1960                                                    |                                                         | 3 854                                                   |                                                         |
| 1965 | 1965                                                    |                                                         | 3 736                                                   |                                                         |
| 1970 | 1970                                                    |                                                         | 3 455                                                   |                                                         |
| 1975 | 1975                                                    |                                                         | 3 464                                                   |                                                         |
| 1980 | 1980                                                    |                                                         | 2 995                                                   |                                                         |
| 1985 | 1985                                                    |                                                         | 2 657                                                   |                                                         |
| 1990 | 1990                                                    |                                                         | 2 568                                                   |                                                         |
| 1995 | 1995                                                    |                                                         | 2 506                                                   |                                                         |
| 2000 | 2000                                                    |                                                         | 2 193                                                   |                                                         |
| 2005 | 2005                                                    |                                                         | 2 005                                                   |                                                         |
| 2010 | 2010                                                    |                                                         | 1 935                                                   |                                                         |
| 2015 | 2015                                                    |                                                         | 1 856                                                   |                                                         |
| Anm: 1915, 1925 och 1955 avser den kyrkobokförda befolkningen den 31 december enligt den administrativa indelningen den 1 januari följande år. För åren 1920-1945: befolkning enligt folkräkning 31 december enligt den administrativa indelningen den 1 januari följande år. 1950 avser befolkning enligt folkräkning den 31 december enligt den administrativa indelningen den 1 januari 1952. 1960, 1965 och 1970 avser befolkning enligt folkräkning den 1 november enligt den administrativa indelningen den 1 januari följande år. För åren 1975-2015: befolkning enligt 31 december enligt den administrativa indelningen den 1 januari följande år. Sedan 1 januari 2016 sker inte folkbokföring per församling och därmed kan det hända att vissa personer inte ingår i församlingens folkmängd då de är skrivna på de fiktiva fastigheten På kommunen skriven som inte delas upp på församlingsnivå då de inte kunnat folkbokföras på en särskild befintlig fastighet. Den totala befolkningen i Sveriges församlingar är därför lägre än hela rikets befolkning. |                                                         |                                                         |                                                         |                                                         |

## Kyrkobyggnader
- Vittangi kyrka
- Svappavaara kyrka
- Lannavaara minneskyrka

## Kyrkoherdar
| Ämbetstid               | Namn                    |
| ----------------------- | ----------------------- |
| 1949-1959               | Axel Kuno Åberg         |
| 1960-1968               | Lars Göran Byström      |
| 1 juli 1969-1 juli 1975 | Johan Sigvard Andersson |
| 1975-1978               | Carl Göran Bäckström    |
| 1978-tidigast 1982      | Leo Esko Johansson      |